# Mantispa greeni
Mantispa greeni är en insektsart som beskrevs av Banks 1913. Mantispa greeni ingår i släktet Mantispa och familjen fångsländor. Inga underarter finns listade i Catalogue of Life.